# 久瀬村立日坂小学校
久瀬村立日坂小学校 （くぜそんりつ　ひさかしょうがっこう）は、かつて岐阜県揖斐郡久瀬村（現・揖斐郡揖斐川町）に存在した公立小学校。

## 概要
- 久瀬村の西部（日坂など）が校区であった。1974年、久瀬小学校に統合され廃校。
- 跡地は久瀬日坂公民館となっている。

## 沿革
- 1873年（明治6年） - 日坂村に含章学校が開校する。
- 1878年（明治11年） - 日坂小学校に改称する。
- 1886年（明治19年） - 日坂簡易科小学校に改称する。
- 1897年（明治30年） -
  - 日坂村、西津汲村、東津汲村、外津汲村、三倉村、乙原村、樫原村、小津村、東横山村、西横山村、鶴見村、東杉原村が合併し、久瀬村が発足。
  - 日坂尋常小学校に改称する。
- 1923年（大正12年） - 久瀬第二尋常小学校に改称する。
- 1941年（昭和16年）4月1日 - 日坂国民学校に改称する。
- 1947年（昭和22年）4月1日 - 久瀬村立日坂小学校に改称する。久瀬中学校日坂冬季分校を併設する。
- 1954年（昭和29年）3月 - 久瀬村立久瀬中学校日坂冬季分校を廃止。
- 1974年（昭和49年）3月 - 久瀬小学校に統合され、廃校。